# Amery (West-Australië)
Amery is een plaats in de regio Wheatbelt in West-Australië. Het ligt 175 kilometer ten noordoosten van Perth, 148 kilometer ten westnoordwesten van Merredin en 9 kilometer ten noordoosten van Dowerin.

## Geschiedenis
Ten tijde van de Europese kolonisatie leefden de Balardong Nyungah Aborigines in de streek.
In 1910 ontstond Amery onder de naam Ejanding als een dorp aan een nevenspoor. De naam Ejanding zou ook voor een nevenspoor verder naar het noorden zijn gebruikt waardoor het dorpje in 1928 van naam veranderde.
Ondersecretaris voor de spoorwegen S.J. Dobbin stelde de naam Amery voor. De oorsprong van de naam is niet bekend maar zou kunnen slaan op Leonard Amery, staatssecretaris voor de Dominion, of zijn broer William Banks Amery, dienstdoend officier voor ontwikkeling en migratie.
Van 1928 tot 1953 werd de krant The Dowerin guardian and Amery line advocate uitgegeven door Wheatbelt Press Ltd.
In 1929 werd een spoorweg naar het noorden geopend door toenmalig minister van openbare werken A. McCallum.

## 21e eeuw
Amery ligt in het het landbouwdistrict Shire of Dowerin.

## Fauna en flora
In de jaren 1990 werd een poging gedaan de flora in het 107 hectare grote 'Amery Nature Reserve', aangetast door ontbossing en een konijnenplaag, te herstellen. De vereniging 'Men of the Trees' werd gevraagd er inheemse bomen en struiken te zaaien en aan te planten.

## Transport
Amery ligt langs de Dowerin-Kalannie Road.
De spoorweg langs Amery maakt deel uit van het Grain Freight Rail Network. Er rijden geen reizigerstreinen. Amery ligt aan een spoorwegvertakking; een lijn loopt naar Mullewa in het noorden en de andere naar Wyalkatchem in het oosten.

## Klimaat
Amery kent een warm steppeklimaat, BSh volgens de klimaatclassificatie van Köppen.